# مدرسه شاهرخیه
مدرسه شاهرخیه مربوط به دوره تیموریان است و در شهرستان شاهرود، شهر بسطام، مجموعه تاریخی امام زاده، محمد وبایزید بسطامی واقع شده و این اثر در تاریخ ۳ خرداد ۱۳۸۶ با شمارهٔ ثبت ۱۹۱۷۲ به‌عنوان یکی از آثار ملی ایران به ثبت رسیده است.